# Kent Police

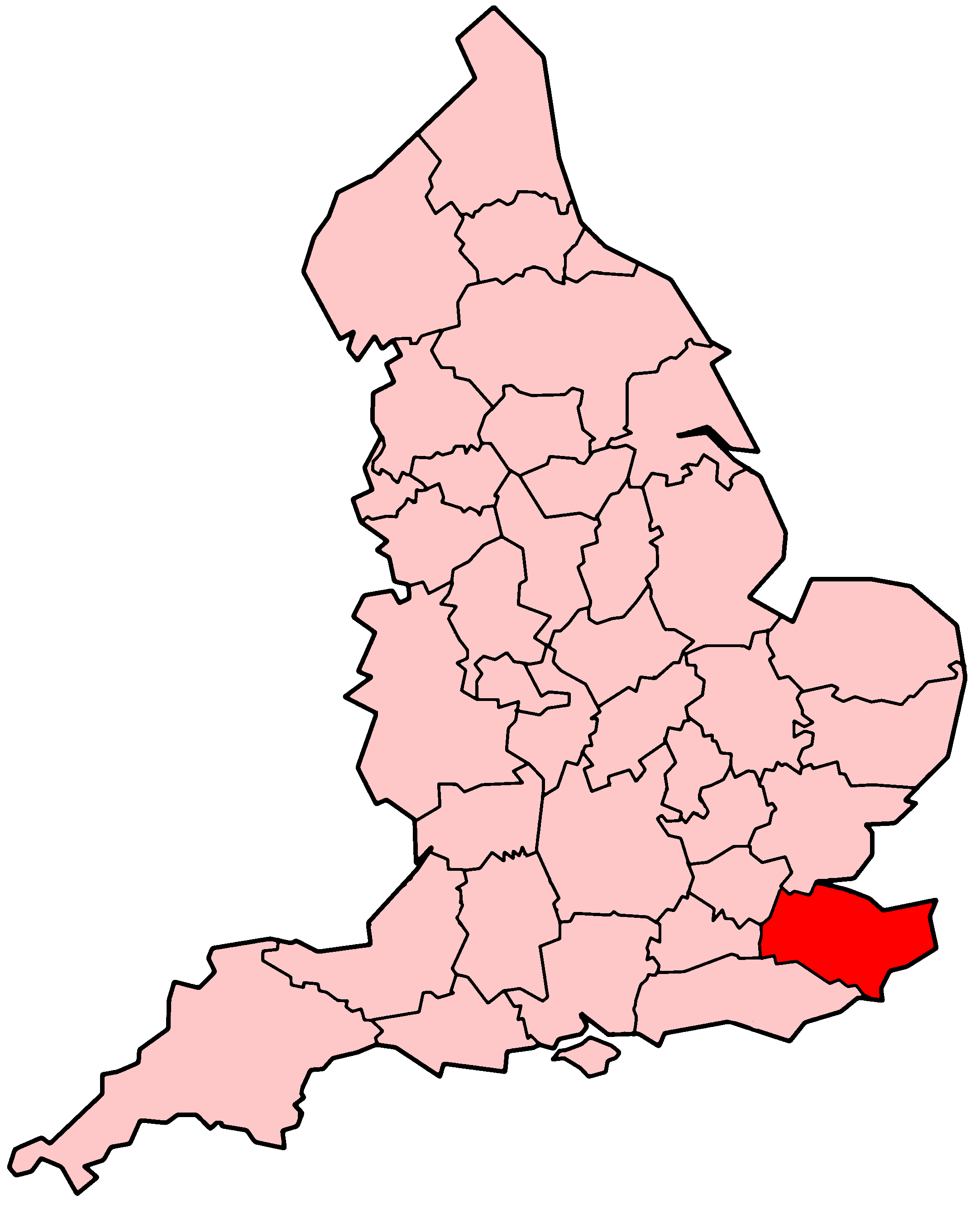
Obszar odpowiedzialności Kent Police na mapie policji terytorialnych Anglii

Kent Police – brytyjska formacja policyjna, pełniąca rolę policji terytorialnej dla obszaru pokrywającego się z granicami hrabstwa ceremonialnego Kent. Komenda główna znajduje się w Maidstone, tam również zlokalizowane jest podległe służbie kolegium policyjne, gdzie kształcą się funkcjonariusze. Z kolei w Chatham działa muzeum dokumentujące historię tej formacji. Według stanu na 31 marca 2012, Kent Police liczy niespełna 3,5 tysiąca funkcjonariuszy. 

## Kierownictwo
stan na 12 października 2013
- komendant główny: Ian Learmonth
- komisarz ds. policji i przestępczości (nadzorca cywilny): Ann Barnes

## Galeria

Naszywka mundurowa (wersja ze starą nazwą formacji - Kent County Constabulary)
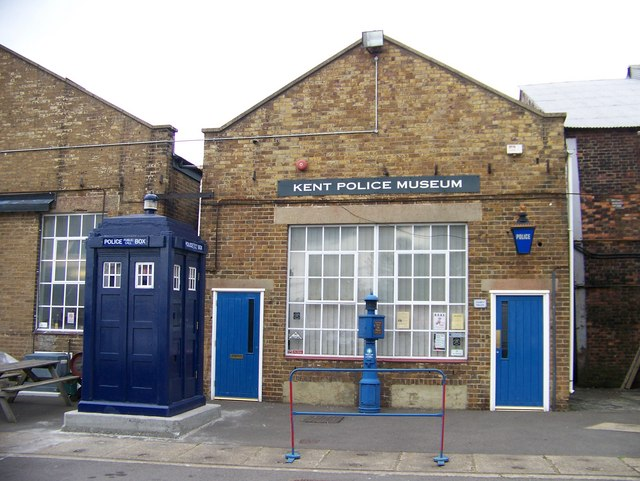
Budynek muzeum Kent Police w Chatham
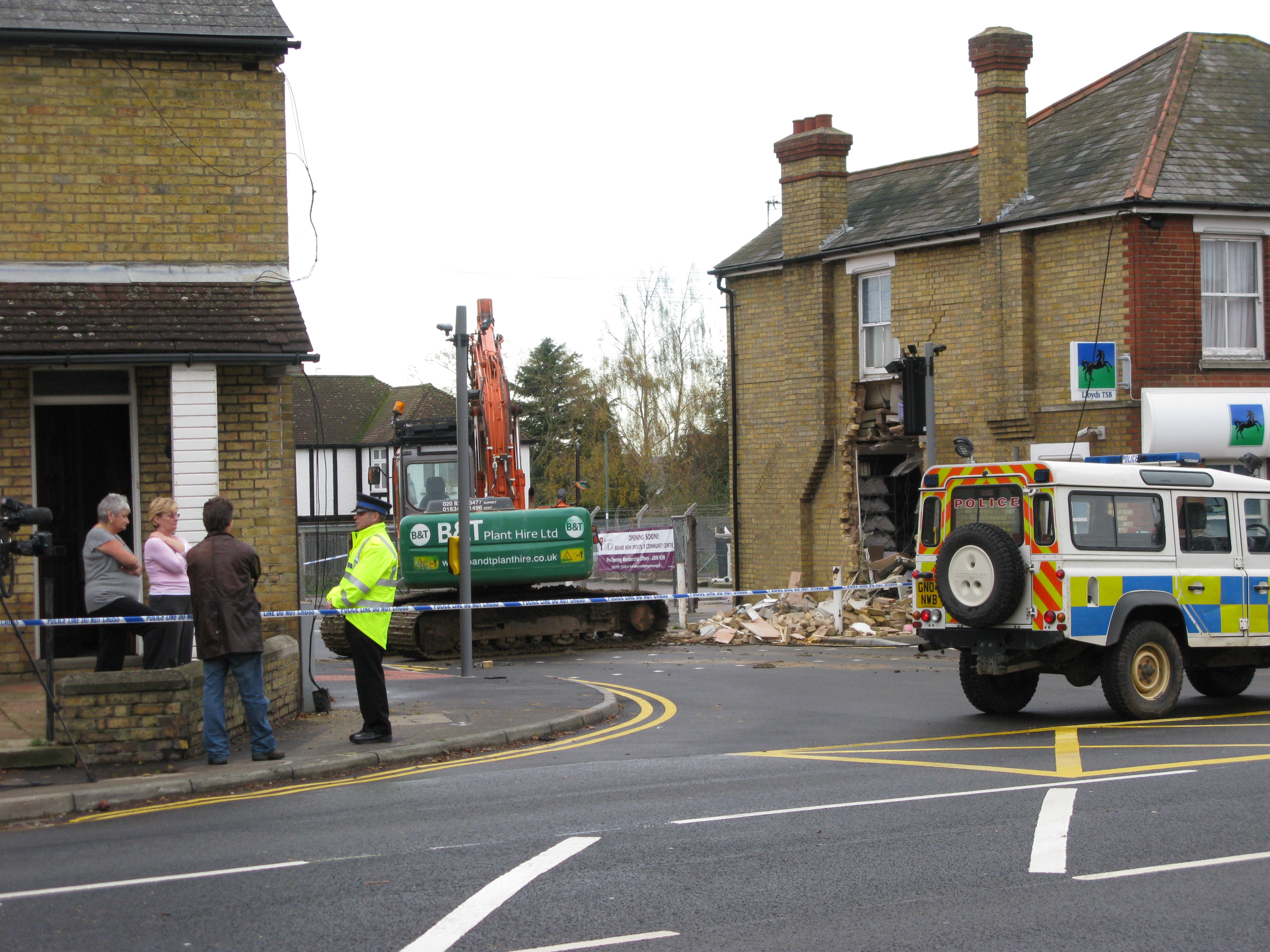
Kent Police podczas zabezpieczania miejsca przestępstwa (polegającego na próbie wyrwania bankomatu za pomocą koparki)